# Frankie Yankovic
Frankie Yankovic, ameriški Slovenec, polka glasbenik, * 15. julij 1915, Davis, Zahodna Virginija, † 14. oktober 1998, Florida.

## Življenje in delo
Rodil se je slovenskim staršem in je bil edini sin od štirih otrok. Družina je živela v slovenski skupnosti v mestni četrti Collinwood v Clevelandu. Kakor vsi Slovenci se je tudi Frankie hitro navdušil za harmoniko, tako je že pri svojih devetih letih začel igrati. Njegov prvi ansambel so sestavljali tudi drugi člani slovenske skupnosti: Frank Škufca, Bull Dunlavay, Al Naglitch in Lee Novak. Kmalu zatem so postali najbolj popularen ansambel v mestu. Leta 1932 ga je James Malle povabil v radijski studio da zaigra na slovenskem nedeljskem radijskem programu, kar mu je tudi odprlo možnosti, kajti tako so ga lahko slišali tudi drugod. Njegov prvi večji hit je bila pesem »Just Because« leta 1948. Med svojim glasbenim ustvarjanjem je posnel več kot 200 pesmi, leta 1986 pa je dobil tudi Grammy-ja za najboljšega izvajalca polke. Večinoma je igral v stilu slovenske polke »slovenian style polka«, sodeloval pa je tudi z drugimi izvajalci. Prodal je več kot 30 milijonov plošč.